# Gösta Wiman

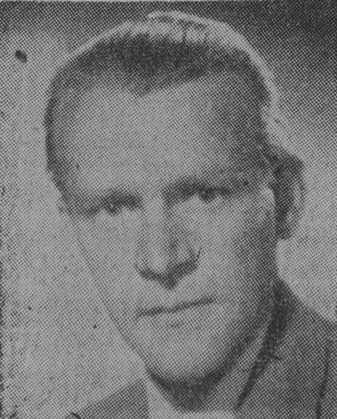
Gösta Wiman

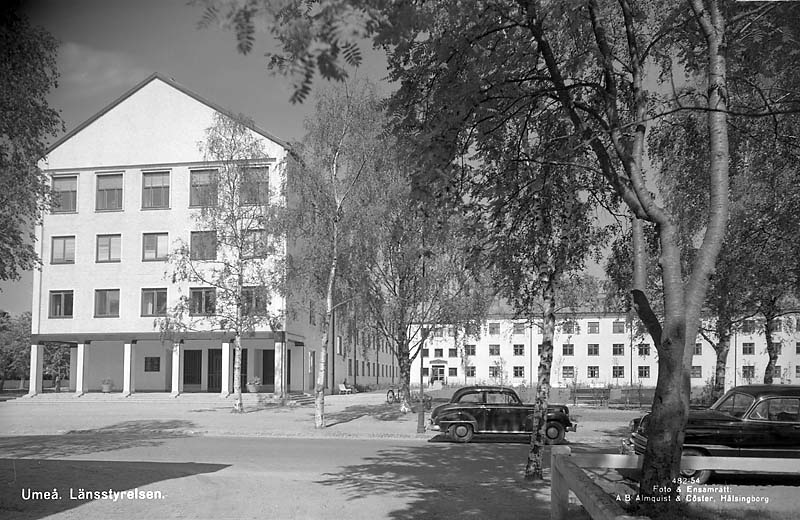
Länsstyrelsen i Umeå.

Gösta Olof Mauritz Wiman, född 25 oktober 1914 i Svegs församling, död 14 juni 1998 i Simris församling, Simrishamn, var en svensk arkitekt.  
Wiman utexaminerades från Kungliga Tekniska högskolan i Stockholm 1940. Han bedrev egen arkitektverksamhet i Stockholm tillsammans med bland andra Jan de Bourg Wetterlund, Per-Axel Ekholm, Bo Larsson  och Victor Vogt, senare i firman Wiman-arkitekterna AB. Han ritade bland annat länsstyrelsens förvaltningsbyggnad vid Nytorget i Umeå (1951–1954 med tillbyggnader 1966 och 1970–1971) och restaurerade Alva kyrka på Gotland (1953–1954). Han deltog i arkitekttävling om ett sinnessjukhus i Karlskrona. Wiman är begravd på Simris nya kyrkogård.